# Pavao Pervan
Pavao Pervan (Livno, 13 novembre 1987) è un calciatore austriaco, portiere del Wolfsburg.

## Carriera
È cresciuto nelle giovanili del Team Wiener Linien.

## Palmarès

### Club

#### Competizioni nazionali
- Erste Liga: 1

LASK: 2016-2017